# Serge Gainsbourg

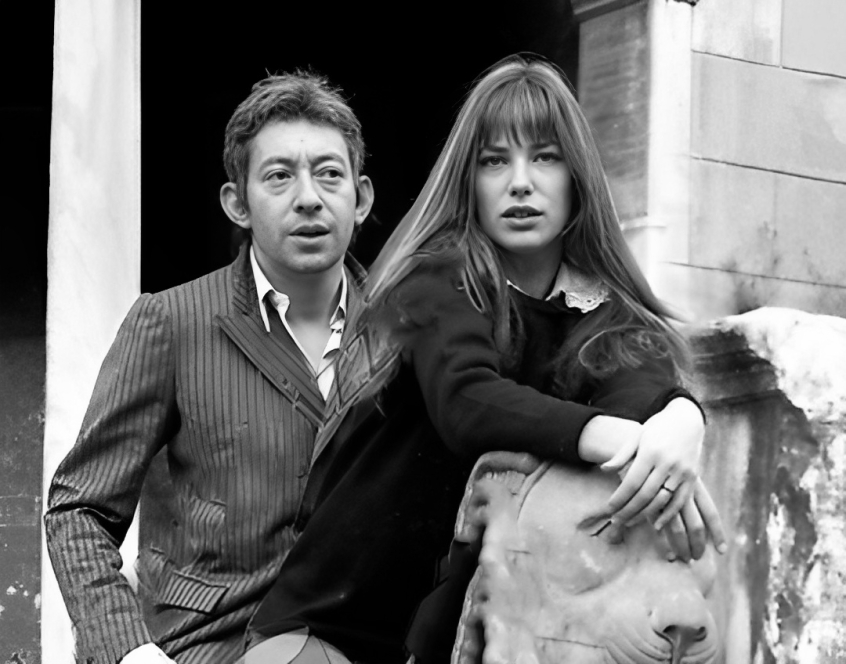
Serge Gainsbourg i Jane Birkin (1976)

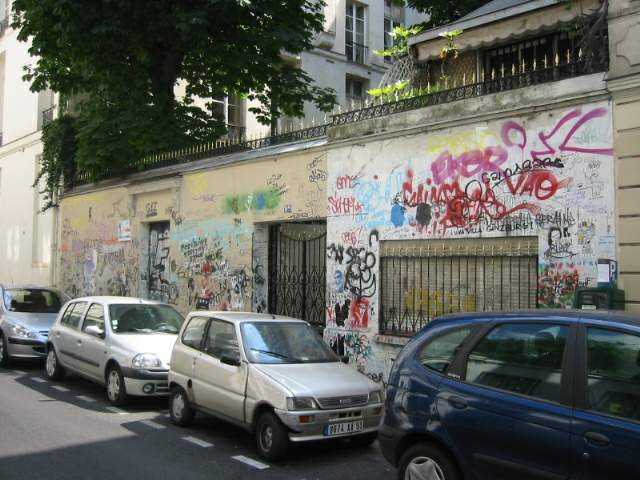
Dom Serge’a Gainsbourga na Rue de Verneuil w dzielnicy Saint Germain des Pres, zachowany w tym stanie przez Charlotte Gainsbourg po śmierci ojca

Serge Gainsbourg, [sɛʁʒ ɡɛ̃'zbuʁ], właściwie Lucien Ginsburg (ur. 2 kwietnia 1928 w Paryżu, zm. 2 marca 1991 tamże) – francuski bard, kompozytor i filmowiec, którego album Histoire de Melody Nelson został okrzyknięty poematem symfonicznym epoki pop.
Gainsbourg tworzył jazz, rock and roll, reggae, nawet rap. Komponował muzykę do filmów, reżyserował, grywał niewielkie role. Inspirował się m.in. muzyką Fryderyka Chopina. Pisał utwory dla wielu artystów, wśród których wyróżniają się Juliette Gréco, Françoise Hardy, France Gall, Brigitte Bardot, Jacques Dutronc, Catherine Deneuve, Johnny Hallyday, Alain Bashung, Anna Karina, Isabelle Adjani, Vanessa Paradis, Jane Birkin i Charlotte Gainsbourg.
Uchodził za prowokatora i skandalistę przekraczającego obyczajowe tabu

## Życiorys

### Życie osobiste i edukacja
Przyszedł na świat w Paryżu wraz z siostrą bliźniaczką Liliane jako syn Olgi (1894–1985; z domu Bessman) Ginsburg i Josepha Ginsburga (1896–1971), rosyjskich Żydów, którzy wyemigrowali do Francji, uciekając po rewolucji październikowej (1917). Miał starszą siostrę Jacqueline (ur. 1926) i starszego brata, który zmarł jako dziecko. Na okres jego dzieciństwa przypadła hitlerowska okupacja Francji, w czasie której rodzina musiała się ukrywać. Jego ojciec był pianistą i grał w klubach.
Po studiach artystycznych i pedagogicznych zaczął malować, zanim grał na fortepianie w barach. Wkrótce trafił do obsady musicalu Milord L’Arsoille, gdzie niechętnie przyjął rolę śpiewaka, początkowo chciał jedynie zaistnieć jako kompozytor i producent, a nie jako wykonawca.
3 listopada 1951 poślubił Élisabeth „Lise” Levitzky, z którą się rozwiódł 9 października 1957.
Od listopada 1962 do roku 1967 Gainsbourg był związany z aktorką Brigitte Bardot.
7 stycznia 1964 ożenił się z Françoise Pancrazzi, z którą miał dwójkę dzieci: córkę Natachę (ur. 8 sierpnia 1964) i syna Paula (ur. 1968). Jednak 20 października 1966 doszło do rozwodu.
W roku 1968 Gainsbourg związał się z aktorką Jane Birkin. 21 lipca 1971 przyszła na świat ich córka Charlotte. Wspólnie wychowywali obie córki Birkin – najstarsza do 13. roku życia, tzn. do rozstania matki i Gainsbourga, żyła w przekonaniu, że jej biologiczny ojciec nie żyje. Burzliwy związek Birkin i Gainsbourga był wielokrotnie tematem z pierwszych stron gazet. Para rozstała się w 1980 z powodu alkoholizmu i wynikających z niego agresywnych zachowań Gainsbourga. Aż do jego śmierci pozostali najbliższymi przyjaciółmi. Gainsbourg został ojcem chrzestnym córki Jane Birkin i Jacques’a Doillona.
W latach 80. zawarł związek małżeński z piosenkarką Caroline „Bambou” Paulus, z którą miał syna Luciena „Lulu” Gainsbourga.
Serge Gainsbourg był osobowością budzącą kontrowersje. Kompleksy, nieśmiałość i wrażliwość skrywał pod maską cynizmu i arogancji. Uchodził za prowokatora i skandalistę. Znany był z mówienia wprost tego, co myślał – zwłaszcza pod wpływem alkoholu. W 1984 roku w nadawanym na żywo francuskim programie telewizyjnym, podpalił banknot 500-frankowy w akcie protestu przeciwko wysokim podatkom. W 1986 roku, na antenie programu telewizyjnego prowadzonego przez Michela Druckera, pijany, powiedział dwudziestotrzyletniej wówczas Whitney Houston, że „chce ją zerżnąć”.
Był uzależniony od alkoholu oraz nikotyny, które prawie go oślepiły i doprowadziły do miażdżycy nóg. Zmarł wskutek zawału mięśnia sercowego 2 marca 1991 w Paryżu, w wieku niespełna 63 lat. Został pochowany na słynnym cmentarzu Montparnasse.

### Kariera muzyczna
We wrześniu 1958 roku zadebiutował albumem Du chant à la une !... Następnie nagrał trzy kolejne płyty: N° 2 (1959), L’Étonnant Serge Gainsbourg (1961) i Serge Gainsbourg N° 4 (1964), które przeszły bez echa, chociaż kompozycje dla takich wokalistów jak Petula Clark, Juliette Gréco i Dionne Warwick okazały się przebojami.
Gainsbourg i Brigitte Bardot będąc w związku nagrywali w duecie niezapomniane piosenki, w tym „Bonnie i Clyde”, „Harley Davidson”, „Comic Strip” czy „Initials BB”. W 1967 roku napisał dla Bardot utwór „Je t’aime... moi non plus”, choć sama muzyka była publikowana już wcześniej. Wersja w wykonaniu Bardot, która obawiała się skandalu, na jej prośbę nie została upubliczniona do połowy lat 80. W 1969 roku Gainsbourg w duecie ze swoją ówczesną partnerką Jane Birkin nagrał ponownie tę piosenkę – nagranie zawierające m.in. głos kobiecej rozkoszy uważano wówczas powszechnie za nieobyczajne i zabroniono jego nadawania w Hiszpanii, Islandii, Jugosławii, Szwecji, Włoszech i Wielkiej Brytanii.
W 1965 roku jego kompozycja „Poupée de cire, poupée de son” w wykonaniu 18-letniej wtedy France Gall reprezentowała Luksemburg w finale 10. Konkursu Piosenki Eurowizji organizowanego w Neapolu, który ostatecznie wygrała po zdobyciu 32 punktów, w tym najwyższych not pięciu punktów z Holandii, Niemiec, Austrii i Finlandii.
Pisał piosenki dla największych gwiazd estrady swoich czasów: Juliette Gréco, Françoise Hardy i France Gall po Isabelle Adjani czy dla Vanessy Paradis w początkach jej kariery, której patronował.
W 1978 roku na Jamajce Gainsbourg nagrał płytę Aux Armes et caetera, gdzie przerobił Marsyliankę na reggae.
W 1984 roku wspólnie z 13-letnią wówczas córką Charlotte nagrał piosenkę „Lemon Incest” („lemon zest” oznacza skórkę cytryny, „incest” – kazirodztwo). Na zdjęciach z tamtego okresu Charlotte wyglądała jak kochanka Serge’a. – Kazirodztwo? Wyobrażam sobie, że to może być fantastyczne, a jednocześnie to potworność – powiedział w jednym z wywiadów. Piosenka zdobyła szturmem listy przebojów, jednak jej autora zaczęto posądzać o pedofilię, co kompozytor przypłacił załamaniem nerwowym.
Był producentem płyty swojej córki Charlotte Gainsbourg pt. Charlotte for Ever (1986).
W 1988 roku nagrał piosenkę „Gloomy Sunday”, która ukazała się na płycie Le Zénith de Gainsbourg.

## Dyskografia

### Albumy
- 1958: Du Chant A La Lune
- 1959: Disque N°2
- 1961: L’Étonnant Serge Gainsbourg
- 1962: Disque N°4
- 1963: Gainsbourg Confidentiel
- 1964: Gainsbourg Percussions
- 1967: Anna
- 1967: Bonnie & Clyde
- 1968: Initials B.B.
- 1968: Ce Sacré Grand-Père
- 1969: Jane Birkin/Serge Gainsbourg
- 1970: Cannabis
- 1971: Histoire de Melody Nelson
- 1973: Vu de l’extérieur
- 1975: Rock Around the Bunker
- 1976: L’Homme à tête de chou
- 1979: Aux armes et cætera
- 1980: Enregistrement public au Théâtre Le Palace (live)
- 1981: Mauvaises nouvelles des étoiles
- 1984: Love on the Beat
- 1985: Serge Gainsbourg Live (Casino de Paris)
- 1987: You’re Under Arrest
- 1988: Le Zénith de Gainsbourg (live)
- 1989: De Gainsbourg à Gainsbarre (Box Set)

### Albumy w hołdzie artyście oraz wydane pośmiertnie

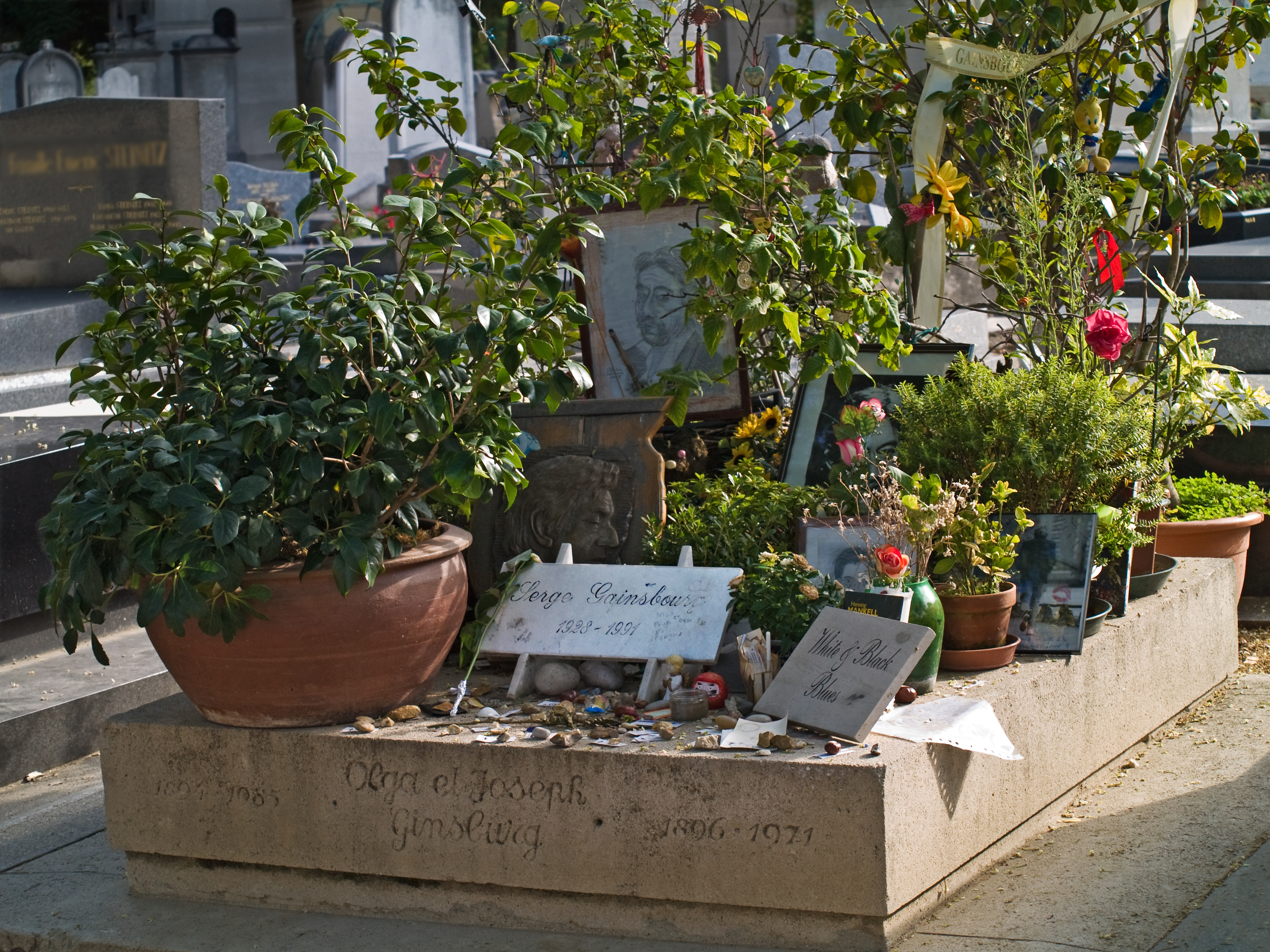
Grób Serge’a Gainsbourga, Olgi i Josepha Ginsburgów

- 1997: Great Jewish Music: Serge Gainsbourg (Tribute album)
- 2001: Gainsbourg Forever (Kompletny Box Set)
- 2001: Le Cinéma de Gainsbourg (Box Set)
- 2001: I Love Serge: Electronicagainsbourg (Album z remiksami)
- 2005: Monsieur Gainsbourg Revisited (Tribute album)
- 2008: Classé X (Kompilacja)

## Obecność w kulturze popularnej
W 2010 powstał biograficzny film w reżyserii Joann Sfar zatytułowany Gainsbourg. W rolę Gainsbourga wcielił się Eric Elmosnino. Film zdobył trzy nagrody Cezara, w tym dla najlepszego aktora.
W 2018 r. przekształcono jego odręczne pismo na czcionkę komputerową.